# Дадо Колети
Дадо Колети, познат и под уметничким именом Рикардо Броколети (Рим, 27. август 1974), је италијански филмски глумац, гласовни глумац и радио и телевизијски водитељ.

## Биографија
Уписао се у школу Енцо Гаринеи, дебитовао је у Театру Систина, а студије је наставио похађајући курсеве мимике и синхронизације.
Као протагониста дечје телевизије 1991. радио је за Дизни клуб, где је остао до 1994. да би се вратио у њега годину дана касније до 1999. у пару са Франческом Барберинијем. Те године је такође водио телевизијску емисију Биг! Он Раи Уно.
Године 1999. први пут се појавио као телевизијски глумац у серији Морте ди уна рагазза пербене: (Смрт истакнуте девојке), коју је режирао Луиђи Перели. Тренутно је радио водитељ на радио станици Раи Исорадио.